# Федеральний департамент закордонних справ Швейцарії

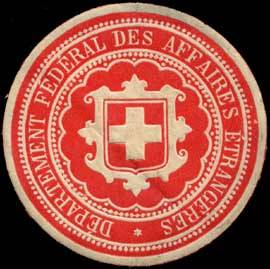
Печатка департаменту.

Федеральний департамент закордонних справ — зовнішньополітичне відомство Швейцарії, один з семи департаментів уряду Швейцарії, який входить до складу Федеральної адміністрації Швейцарії. Департамент завжди очолює один з членів Федеральної ради Швейцарії, яка виконує роль колективного голови держави. З 2017 року департамент очолює Іньяціо Кассіс. Департамент також керує мережею із 170 дипломатичних представництв та 204 почесних представництв по всьому світу.

## Колишні назви
- 1848—1887: Федеральний політичний департамент
- 1888—1895: Федеральний департамент зовнішнього світу
- 1896—1978: Федеральний політичний департамент

## Мета
Метою федерального департаменту закордонних справ є захист інтересів Швейцарії за кордоном та підтримання відносин з іншими державами, а також пропаганда за кордоном демократичних цінностей, верховенства права, толерантності, мирного співіснування націй, захист прав людини за кордоном. Окрім цього департамент надає гуманітарну допомогу іншим країнам та їх громадянам. Департамент дотримується принципів Швейцарської зовнішньополітичної доктрини, описаних в статті 52, параграфа 2, Федеральної конституції Швейцарії:
|  | Конфедерація має докладати всіх зусиль для збереження незалежності Швейцарії та її добробуту; вона також має сприяти усуненню нужденності та злиденності в світі та пропагувати повагу до прав людини, демократію, мирне співіснування націй та збереження природних ресурсів. |

Пріоритетними напрямами Швейцарської зовнішньополітичної доктрини в 2012—2017 роках були:
- Розвиток та підтримка відносин із сусідніми країнами та Європейським Союзом.
- Посилення внеску Швейцарії в стабільність в Європі та світі.
- Активізація та диверсифікація стратегічних партнерств та багатосторонніх зобов'язань.
- Розширення підтримки швейцарських громадян за кордоном та надання їм послуг.

Під час перших 40 років існування департаменту його завжди очолював чинний Президент Швейцарії, який змінюється щорічно. В 1888 році член Федеральної ради Нума Дроц реструктуризував департамент і очолював його п'ять років поспіль. В 1896 році система з щорічною зміною голови департаменту була повернута, і знов скасована в 1914 році. В 1979 році департамент отримав нову назву, яку і має досі.

## Структура
- Генеральний секретаріат - координує діяльність департаменту із діяльністю парламенту та Федеральної ради. Також секретаріат проводить нагляд та аудит інших відділів департаменту, відповідає за зовнішні зв'язки департаменту із іншими організаціями.
  - «Швейцарська присутність» - відповідає за імідж та обізнаність про Швейцарію в світі, рекламування Швейцарії та її цінностей за кордоном[2][3].
- Державний секретаріат - допомагає голові департаменту в плануванні і розробці зовнішньополітичної стратегії, стратегії збереженням миру і безпеки, стратегії захисту прав людини, гуманітарної стратегії та відповідає за відносини із іншими країнами та міжнародними організаціями.
  - Управління президентських справ та протоколу - слідкує за дотриманням Правил конфедерації про протокол
  - Антикризовий центр - відслідковує виникнення кризових ситуацій в інших країнах, дає рекомендації громадянам щодо подорожей за кордон[4] та надає допомогу громадянам Швейцарії за кордоном, яким загрожує небезпека.
- Дирекція політичних справ - аналізує світову політичну ситуацію та відповідає за захист інтересів Швейцарії за кордоном. Її територіальні відділи відповідають за двосторонні відносини з країнами відповідного регіону та з міжнародними організаціями.
  - Відділ Європи, Центральної Азії, Ради Європи та ОБСЄ
  - Відділ Близького сходу та Північної Африки
  - Відділ Південної Африки та франкомовних країн
  - Відділ Азії та Тихоокеанського регіону
  - Відділ Америки
  - Відділ ООН та міжнародних організації
  - Відділ безпеки людства - відповідає за діяльність департаменту в сфері збереження миру, захисту прав людини та за виконання міграційної та гуманітарної стратегій.
  - Відділ галузевої зовнішньої політики - координує зовнішню політику в сферах економіки, довкілля, транспорту, енергетики, охорони здоров'я, освіти та науки.
  - Відділ політики безпеки - розробляє стратегію забезпечення міжнародної безпеки.
- Дирекція європейських справ - відповідає за зовнішню політику у відношенні Європи та Європейського Союзу. Дирекція допомагає іншим відділам у проведенні переговорів з Європейським Союзом, слідкує за політичними змінами в ЄС та за змінами в європейських законах, аналізує їх та їхні наслідки для Швейцарії.
- Дирекція ресурсів - забезпечує ефективне використання людських, фінансових та технологічних ресурсів департаменту. Також дирекція надає логістичні послуги для центрального офісу департаменту в Берні та для дипломатичних представництв Швейцарії по всьому світу.
- Консульська дирекція - разом із представництвами за кордоном забезпечує надання ефективних консульських послуг та видання віз по всьому світу.
- Дирекція міжнародного права - захищає права та інтереси Швейцарії гарантовані їй міжнародним правом. Дирекція бере участь в укладенні міжнародних договорів та опікується правовими аспектами швейцарської нейтральності, прав людини та Женевської конвенції. Швейцарське бюро морського навігації підпорядковується цій дирекції.
- Швейцарська агенція розвитку та співробітництва — координує міжнародну співпрацю в галузі розвитку та гуманітарної допомоги, співпрацю з країнами Східної Європи та СНД щодо становлення в них демократії та ринкової економіки. Агентство бореться із бідністю в країнах третього світу та разом із Швейцарським корпусом гуманітарної допомоги[de] надає гуманітарну допомогу, зокрема рятувальну і відбудовчу, країнам які постраждали від природних лих або збройних конфліктів.

## Керівники Федерального департаменту закордонних справ Швейцарії
1. Йонас Фуррер (1848–1849)
2. Анрі Дрюе (1850)
3. Мартін Йозеф Мунцінгер (1851)
4. Йонас Фуррер (1852)
5. Вільгельм Матіас Нефф (1853)
6. Фрідріх Фрай-Ерозе (1854)
7. Якоб Штемпфлі (1856)
8. Констан Форнеро (1857)
9. Вільгельм Матіас Нефф (1858)
10. Якоб Штемпфлі (1859)
11. Фрідріх Фре-Ерозе (1860)
12. Йозеф Мартін Кнюзель (1861)
13. Якоб Штемпфлі (1862)
14. Констан Форнеро (1863)
15. Якоб Дубс (1864)
16. Карл Шенк (1865)
17. Йозеф Мартін Кнюзель (1866)
18. Констан Форнеро (1867)
19. Якоб Дубс (1868)
20. Еміль Вельті (1869)
21. Якоб Дубс (1870)
22. Карл Шенк (1871)
23. Еміль Вельті (1872)
24. Поль Серезоль (1873)
25. Карл Шенк (1874)
26. Іоганн Якоб Шерер (1875)
27. Еміль Вельті (1876)
28. Йоахім Хеер (1877)
29. Карл Шенк (1878)
30. Бернхард Хаммер (1879)
31. Еміль Вельті (1880)
32. Нюма Дро (1881)
33. Симон Бавьє (1882)
34. Луї Рюшонне (1883)
35. Еміль Вельті (1884)
36. Карл Шенк (1885)
37. Адольф Дойхер (1886)
38. Нюма Дроз (1887–1892)
39. Адрієн Лашеналь (1893–1896)
40. Адольф Дойхер (1897)
41. Ежен Руффі (1898)
42. Едуард Мюллер (1899)
43. Вальтер Хаузер (1900)
44. Ернст Бреннер (1901)
45. Йозеф Цемп (1902)
46. Адольф Дойхер (1903)
47. Робер Контес (1904)
48. Марк-Еміль Рюше (1905)
49. Людвіг Форрер (1906)
50. Едуард Мюллер (1907)
51. Ернст Бреннер (1908)
52. Адольф Дойхер (1909)
53. Робер Контес (1910)
54. Марк-Еміль Рюше (1911)
55. Людвіг Форрер (1912)
56. Едуард Мюллер (1913)
57. Артур Хоффман (1914–1917)
58. Гюстав Адор (1917)
59. Фелікс Луї Калондер (1918–1919)
60. Джузеппе Мотта (1920–1940)
61. Марсель Піле-Гола (1940–1944)
62. Макс Птіпьєр (1945–1961)
63. Фрідріх Трауготт Вален (1961–1965)
64. Віллі Шпюлер (1966–1970)
65. Пьєр Грабер (1970–1978)
66. Пьєр Обер (1978–1987)
67. Рене Фельбер (1988–1993)
68. Флавіо Котті (1994–1999)
69. Йозеф Дайсс (1999–2002)
70. Мішлін Кальмі-Ре (2003–2011)
71. Дідьє Буркгальтер (2012–2017)
72. Іньяціо Кассіс (з 2017)